# Бернина (проход)
Вижте пояснителната страница за други значения на Бернина.
Бернина (на италиански Passo del Bernina) е висок планински проход в Алпите, който отделя масива Бернина от вододелното било, което продължава на североизток. Намира се в Ретийските Алпи, на територията на Швейцария (кантон Граубюнден). Свързва долините на Ин (на север) и Ада (на юг) и по-конкретно реките Бернина и Поскияво. Височина - 2328 м. В района се намира малкото езеро Бианка. Проходът е известен и с това, че през него минава прочутата железопътна линия със същото име. Тя свързва Сент Мориц в Швейцария с Тирано в Италия и предлага на пътниците някои от най-красивите гледки в Алпите. Построена е през 1910 г., а днес е част от световното културно и природно наследство на ЮНЕСКО. Преминава и шосе, което е отворено през цялата година.